# Кампана, Фабио
Фабио Кампана (итал. Fabio Campana; 14 января 1819, Ливорно — 2 февраля 1882, Лондон) — итальянский композитор.
В Ливорно был учеником Бернардо Нуччи, затем учился в Консерватории Сан-Пьетро-а-Майелла и закончил своё обучение в Болонской филармонической академии.
Из написанных им опер крупный успех имела «Эсмеральда», поставленная в том числе и в Санкт-Петербурге в 1869 году на сцене Императорской итальянской оперы. Среди других опер Кампаны — «Джулио д’Эсте» (1841), «Мазепа» (1850), «Альмина» (1860) и т. д. Кампана написал много романсов, канцонет, дуэтов, издал сборник сольфеджио для меццо-сопрано и контральто.